# Dragon Ball Z: Dead Zone
Dragon Ball Z: Dead Zone, in Japan uitgebracht als Dragon Ball Z en later als Dragon Ball Z: Geef m'n Gohan terug!! (Doragon Bōru Zetto Ora no Gohan o Kaese!!) is de eerste animatiefilm dat gebaseerd is op de anime Dragon Ball Z. De film is uitgebracht in Japan op 15 juli 1989. En is uitgezonden in Nederland door Fox Kids.

## Plot
De film begint met Piccolo die wordt aangevallen en vermoedelijk wordt vermoord door een groep van beschaduwde strijders. Chichi, samen met haar vader, Gyumao, en Gohan zijn aangevallen door een onbekende groep van krijgers. Son Goku is aan het vissen tijdens de aanval en na het voelen van het gevaar, keert hij terug en ziet alleen dat zijn zoon is ontvoerd. De groep die verantwoordelijk is voor de aanval zijn Garlic Jr.'s handlangers, het bleek later dat ze niet zozeer Son Gohan houden voor losgeld of voor welke reden dan ook, maar omdat ze achter de vier-sterren Dragon Ball aan waren, dat was gehecht aan zijn hoed. Na het ophalen van de resterende Dragon Balls, wekt Garlic Jr. Shenron op en hij wenst meteen voor onsterfelijkheid. Shenron vervult Garlic Jr. zijn wens. Een woedende Goku arriveert om zijn zoon proberen terug te nemen, maar ontdekt al snel Garlic Jr.'s nieuwe kracht. De almachtige (Kami-sama) maakt een verschijning (wat Garlic Jr. verrast, die dacht dat zijn handlangers Piccolo hadden gedood) en voegt zich bij Goku, en beschrijft een korte geschiedenis van Garlic Jr. en zijn vader Garlic. Goku gaat vervolgens proberen om Gohan te vinden wanneer hij wordt aangevallen door de bende van de schurk, terwijl de almachtige het opneemt tegen Garlic Jr.
Na een korte strijd, komen Krillin en Piccolo om te helpen. Piccolo krijgt wraak voor zijn eerdere aanval door het verslaan van Garlic Jr.'s handlanger Sansho, terwijl Goku erin slaagt om de andere twee handlangers Ginger en Nicky te verslaan. Ondertussen wordt de almachtige bruut overtroffen door Garlic Jr., totdat Goku en Piccolo hem redden. En met de Garlic Jr.'s nieuw verkregen onsterfelijkheid en een nieuw gespierde tweede vorm, lijkt het erop dat zelfs de aarde krijgers hem niet kunnen neerhalen. Goku en Piccolo werken samen, twee-tegen-een heeft de overhand, en Garlic Jr. is overtroffen. Boos op zijn nederlaag, ontketent Garlic Jr. zijn ultieme aanval, en vol met woede, opent hij een portaal bekend als de "Dead Zone". Voornemens om zijn vijanden te zuigen in de leegte, raakt Garlic Jr. gefrustreerd met het vermogen van Goku om de Dead Zone te vermijden, en hij besluit Goku zelf te hanteren, en hem later naar de Dead Zone te drijven. Het ziet er slecht uit voor de held van de Aarde. Goku's zoon, Gohan, wordt woedend getuige van zijn vader en zijn vrienden in gevaar en geeft zijn latente energie, schiet Garlic Jr. in zijn eigen vortex om te worden opgesloten voor een eeuwigheid. Opmerkelijk is dat aan het einde van dit alles, Gohan zich niets herinnert van wat er is gebeurd, in plaats daarvan gelooft dat zijn vader Garlic Jr. heeft verslagen. Met verbazing, komt Goku erachter dat zijn zoon geen gewone jongen is, maar een met een groot verborgen potentieel. Aan het einde van de film, is Piccolo van boven gezien, en kijkt neer op Goku en zijn vrienden en gelooft dat op een dag, hij Goku zal verslaan.

## Rolverdeling
| Acteur          | Personage                 | Engels (1997)      | Engels (c. 2003)                   | Engels (2005)     |
| --------------- | ------------------------- | ------------------ | ---------------------------------- | ----------------- |
| Masako Nozawa   | Son Goku                  | Peter Kelamis      | David Gasman                       | Sean Schemmel     |
| Masako Nozawa   | Son Gohan                 | Saffron Henderson  | Jodi Forrest                       | Stephanie Nadolny |
| Toshio Furukawa | Piccolo                   | Scott McNeil       | David Gasman                       | Christopher Sabat |
| Hiromi Tsuru    | Bulma                     | Lalainia Lindbjerg | Sharon Mann                        | Tiffany Vollmer   |
| Mayumi Tanaka   | Krilin                    | Terry Klassen      | Sharon Mann                        | Sonny Strait      |
| Daisuke Gōri    | Gyumao (Ox King)          | Dave Ward          | David Gasman                       | Kyle Hebert       |
| Mayumi Shō      | Chichi                    | Lisa Ann Beley     | Sharon Mann                        | Cynthia Cranz     |
| Kōhei Miyauchi  | Muten Roshi               | Don Brown          | Ed Marcus                          | Mike McFarland    |
| Takeshi Aono    | De almachtige (Kami-sama) | Dale Wilson        | Ed Marcus                          | Christopher Sabat |
| Kenji Utsumi    | Shenlong                  | Don Brown          | Ed Marcus                          | Christopher Sabat |
| Akira Kamiya    | Garlic Jr.                | Don Brown          | Doug Rand                          | Chuck Huber       |
| Kōji Totani     | Ginger                    | Terry Klassen      | Ed Marcus, David Gasman            | Troy Baker        |
| Yukitoshi Hori  | Sansho                    | Ward Perry         | David Gasman, Ed Marcus, Doug Rand | Eric Dillow       |
| Shigeru Chiba   | Nicky                     | Don Brown          | Ed Marcus                          | Doug Burks        |
| Jōji Yanami     | Verteller                 |                    |                                    |                   |

Nog een Engels versie van Maleisië, vrijgegeven door Speedy Video, beschikt over onbekende stemmen.